# S Ori 66
S Ori 66 ist ein L-Zwerg (Spektralklasse L3.5) im Sternbild Orion. Er wurde 2000 von Maria Rosa Zapatero Osorio et al. entdeckt.